# Dumb and Dumber To
Dumb and Dumber To (Brasil: Debi & Lóide 2 / Portugal: Doidos à Solta, de Novo) é um filme de comédia estadunidense lançado em 2014, co-escrito e dirigido pelos irmãos Bobby e Peter Farrelly. É o terceiro filme da franquia Dumb and Dumber iniciada em 1994, sendo a sequência direta do primeiro filme da série. É estrelado por Jim Carrey e Jeff Daniels, que reprisaram seus papéis 20 anos após os eventos do primeiro filme; o filme também conta com Rob Riggle, Laurie Holden, Rachel Melvin e Kathleen Turner. A história segue Lloyd Christmas e Harry Dunne, dois homens completamente idiotas mas bem-humorados, que partem em uma viagem pelos Estados Unidos para localizar a filha de Harry que foi adotada.
Anunciado pela primeira vez em outubro de 2011, Dumb and Dumber To passou por uma turbulenta fase de pré-produção que incluiu, em certo momento, Jim Carrey desistindo do projeto e a Warner Bros. se recusando a distribuir o filme. O projeto acabou sendo realizado em 2013 pela Red Granite Pictures e o filme foi rodado no final daquele ano. Lançado em novembro de 2014 pela Universal Pictures, Dumb and Dumber To arrecadou US$ 36,1 milhões em seu fim de semana de estréia e mais de US$ 169 milhões em todo o mundo.
Em 15 de junho de 2017, o Departamento de Justiça dos Estados Unidos acusou a produção do filme de ter usado dinheiro roubado de um fundo de investimento do governo da Malásia para a realização do longa; a Red Granite Pictures negou firmemente as acusações. Além disso, o DOJ apresentou uma queixa de confisco no tribunal federal para apreender os direitos de propriedade de Dumb and Dumber To, bem como os direitos do filme Daddy's Home de 2015.

## Enredo
Vinte anos após os eventos do primeiro filme, Lloyd Christmas encontra-se internado num hospital psiquiátrico durante todos esses anos, desde o seu fracassado romance com Mary Swanson. Harry Dunne (no Brasil, Debi Dunne), seu fiel amigo, visita-o frequentemente no local. Em uma dessas visitas, Debi descobre que Lloyd tramou uma pegadinha para ele, fazendo-o pensar que Lloyd estava traumatizado esse tempo todo. Lloyd então retorna ao apartamento junto com Debi após passar duas décadas pregando a peça contra seu amigo. De volta para casa, Debi diz a Lloyd que foi diagnosticado com um grave problema de saúde e que precisa de um transplante de rim; Lloyd então ajuda seu amigo a procurar um doador compatível.
Eles vão para a antiga casa de Debi para conversar com seus pais, mas esta tentativa mostra-se em vão uma vez que Debi descobre que foi adotado. Antes da dupla ir embora, o pai adotivo de Debi entrega-lhe suas correspondências do correio acumuladas desde que ele deixou o local. Ao olhar as cartas, Harry e Lloyd deparam-se com um cartão postal da ex-namorada de Debi, Fraida Felcher, escrito em 1991 onde ela diz que estava grávida e pedia que Debi a ligasse. Os dois procuram e encontram Fraida trabalhando em sua assistência funerária e esta admite que teve uma filha chamada Fanny, mas que foi entregue para a adoção, a qual ela se arrependeu posteriormente. Fraida revela aos dois que descobriu o paradeiro de sua filha pela internet e que chegou a escrever uma carta para Fanny, mas esta lhe foi devolvida ao remetente e instruída a nunca mais contatá-la.
Esperando que a filha de Debi possa fornecer um rim compatível, Lloyd e Harry dirigem um carro funerário fornecido por Fraida em direção à Oxford, Maryland, onde sua filha agora mora. Fanny, que agora atende pelo nome Penny, está morando em uma grande mansão com seu pai adotivo, o adoentado cientista Dr. Bernard Pinchelow e sua esposa Adele. Uma vez doente, Bernard ordena Penny a ir numa convenção de tecnologia em El Paso, no Texas, para fazer um discurso sobre o trabalho da vida de seu pai. Penny recebe um pacote para ser dado a um dos chefes da convenção, mas, sendo tão idiota quanto Debi e Lloyd, ela acaba esquecendo o pacote e seu telefone celular em casa e parte para a viagem sem ambos.
Adele está secretamente tentando envenenar Bernard e Penny para ganhar a fortuna de Bernard, com a ajuda de seu amante secreto, o empregado da família, Travis Lippincott. Debi e Lloyd chegam enfim em sua mansão para conversar com os Pinchelows sobre sua situação. Bernard percebe que Penny deixou o pacote esquecido ao lado do sofá e posteriormente ele revela que o conteúdo do embrulho vale bilhões de dólares. Adele sugere que Debi e Lloyd vão à convenção para que entreguem o pacote para Penny acompanhado de Travis, que tentará durante a viagem roubar a valiosa caixa. Irritado com as palhaçadas da dupla durante a viagem, Travis tenta matá-los, mas morre atropelado por um trem. Adele fica sabendo da morte de Travis através do irmão gêmeo dele, o capitão Lippincott, um ex-militar que concorda em ajudá-la a matar Debi e Lloyd.
Quando a dupla chega em El Paso, Harry se faz passar por Bernard; com isso Debi e Lloyd burlam a segurança e são convidados para um seminário. Dentro da conferência, eles entram em uma discussão quando Debi descobre que Lloyd desenvolveu uma atração romântica por Penny. Depois de ser retirado da convenção por não estar na lista de presença, Lloyd recebe uma ligação de Penny (uma vez que ele havia encontrado um amigo dela anteriormente e havia lhe passado seu telefone). Depois de informar Penny de que ele está na cidade com o "pai" dela, Lloyd a leva para um restaurante mexicano e lá ele deduz que ele mesmo é o próprio pai dela (após Penny ler a carta rejeitada enviada por sua mãe), e não Debi.
Adele chega à convenção com Lippincott e expõe Debi aos seguranças dizendo que ele não é o verdadeiro Dr. Pinchelow, dizendo também aos guardas que ele havia roubado o pacote. Após saber anteriormente através de uma ligação de Debi que sua filha estava na convenção, Fraida também chega ao local e aciona o alarme de incêndio para que ela e sua filha possam entrar; nesse momento, Fraida revela à Penny que ela é sua verdadeira mãe. Enquanto o prédio é evacuado, Debi encontra Fraida e Penny juntas, mas logo atrás dele aparece Lippincott e Adele armados; os vilões os encurralam em um banheiro. Neste momento, após os vilões rendê-los, Lloyd surge e revela ter atravessado a fronteira com o México para fazer uma remoção de um de seus seus próprios rins para dar a Debi. Quando Lippincott e Adele estão prestes a atirar, três agentes do FBI aparecem juntamente com Bernard aparentemente saudável e este revela que sabia o tempo todo que Adele estava tentando envenená-lo, que ela o traía com Travis e também que reconheceu a caligrafia de Adele na carta enviada por Fraida, uma vez que era Adele, e não Penny, que havia escrito no envelope para "não entrar em contato novamente" (para grande surpresa e raiva de Fraida), além desta ter mandado devolver ao remetente. Também é revelado que o conteúdo do pacote era, na verdade, cupcakes, farsa essa inventada pelo próprio Bernard para ser usada como isca para Adele. Em retaliação, Adele tenta atirar em Penny, mas Debi pula na frente dela no momento exato do tiro e fica gravemente ferido. Lippincott e Adele (após ser agredida por Fraida), são presos.
Debi é levado às pressas para o hospital; lá ele revela a Lloyd que estava pregando uma peça nele e que a história de que ele precisava de um rim novo era falsa; Debi é operado por conta do tiro enquanto Lloyd desmaia por conta da falta de seu rim retirado precariamente no México, que foi trocado por um pedaço de pernil em vez do órgão verdadeiro. Após receberem alta, Debi e Lloyd ficam sabendo através de Fraida que o verdaeiro pai biológico de Penny é um amigo morto do colégio deles chamado Peter "Pee-Stain" Stainer (no Brasil, Pete Xixito); Fraida apresenta os avós paternos biológicos de Penny à ela. Debi e Lloyd deixam o hospital e, ao caminharem por uma praça, avistam duas belas mulheres caminhando em sua direção; ao invés de paquerá-las, eles as jogam em um arbusto de forma infantil, e saem correndo.
Em uma cena pós-créditos, Debi e Lloyd estão voltando para casa em um nivelador de gelo quando jogam seus milkshakes no pára-brisa de um caminhão na estrada; o motorista do veículo é o antigo inimigo da dupla do primeiro filme, Sea Bass, que decide ir atrás deles furioso. A cena é cortada e uma possível sequência intitulada "Dumb and Dumber For", é anunciada, com lançamento previsto para 2034.

## Elenco
- Jim Carrey como Lloyd Christmas
- Jeff Daniels como Harry Dunne (no Brasil, Debi Dunne)
  - Dalton E. Gray como o Debi adolescente
- Laurie Holden como Adele Pinchelow[11]
- Rob Riggle como Travis Lippincott e o seu irmão gêmeo, o militar das forças especiais Capitão Lippincott[12]
- Rachel Melvin como Penny Pinchelow/Fanny Felcher
  - Kassidy Claire como Penny/Fanny aos 5 anos
    - Erika Bierman como Penny/Fanny aos 13 anos
- Kathleen Turner como Fraida Felcher
  - Carly Craig como Fraida Felcher adolescente[13]
- Steve Tom como Dr. Bernard Pinchelow
- Don Lake como Dr. Roy Baker
- Tembi Locke como a Dra. Barbara Walcott
- Grant James como Sr. Stain (no Brasil, Sr. Xixito)
- Taylor St. Clair como Sra. Stain (no Brasil, Sra. Xixito)
- Eddie Shin como Gordy
- Tommy Snider como Tom
- Lindsay Ayliffe como Professor Garabedian
- Atkins Estimond como Gus
- Paul Blackthorne como Médico da sala de emergência onde Debi e Lloyd são hospitalizados
- Brady Bluhm como Billy, o garoto cego do apartamento 4C
- Swizz Beatz como o Líder ninja durante os sonhos fantasiosos de Lloyd com Penny/Fanny
- Bill Murray como Picador de gelo (no Brasil, Carreirinha), o preparador de "doce de pedra" (metanfetamina) e novo colega de quarto de Debi no início do filme.
- Michael Yama como o pai do Debi
- Nancy Yee como a mãe do Debi
- Derek Holland como um dos pacientes do hospital psiquiátrico
- Mama June como a esposa de Debi durante os sonhos fantasiosos de Lloyd com Penny/Fanny
- Allison Rene como Miss Rhode Island, esposa de Debi em sua fantasia
- Jo Helton como Sra. Snergle, a paciente do asilo com aparelho auditivo
- Cam Neely como Sea Bass[14]
- Sean Gildea como o amigo do Sea Bass dentro do caminhão

## Produção

### Desenvolvimento
Após meses de especulação, os irmãos Farrelly confirmaram em outubro de 2011 que iriam fazer uma continuação de Dumb and Dumber. Em 1º de outubro de 2012, foi informado que o roteiro havia sido terminado e que Jim Carrey e Jeff Daniels iriam reprisar seus papéis, apesar Carrey ter desistido temporariamente de seu envolvimento na produção em junho de 2012 devido o fato da Warner Bros. Pictures ter demonstrado pouco entusiasmo pela realização da sequência; por conta da possível desistência de Carrey, Jeff Daniels também afirmou que não rodaria nenhuma continuação sem a presença de Carrey.
Em relação ao progresso da realização do filme, Peter Farrelly disse em janeiro de 2013:
Está indo bem, temos um ótimo roteiro e agora estamos apenas dando um jeito de tirá-lo do papel. Eu amei o roteiro final... É exatamente do jeito que fizemos no primeiro filme, nós apenas o "continuamos" 20 anos depois. Nós explicamos o que os personagens fizeram nos últimos 17 ou 18 anos e conseguimos fazer uma série de piadas. O filme será financiado de maneira independente para ser lançado pela Warner Bros. e isso está sendo resolvido agora. Se as pessoas gostaram de Dumb and Dumber, elas também vão gostar desse filme pois é no mesmo estilo do primeiro, indo bem mais além nas piadas. É realmente divertido. Está sendo feito através da Warner Bros., mas agora temos vários financistas que estão negociando com o estúdio e tentando fazer o melhor negócio. Qualquer um faz o filme. Isso será feito por meio da Warner Bros. e liberado pela Warner Bros.

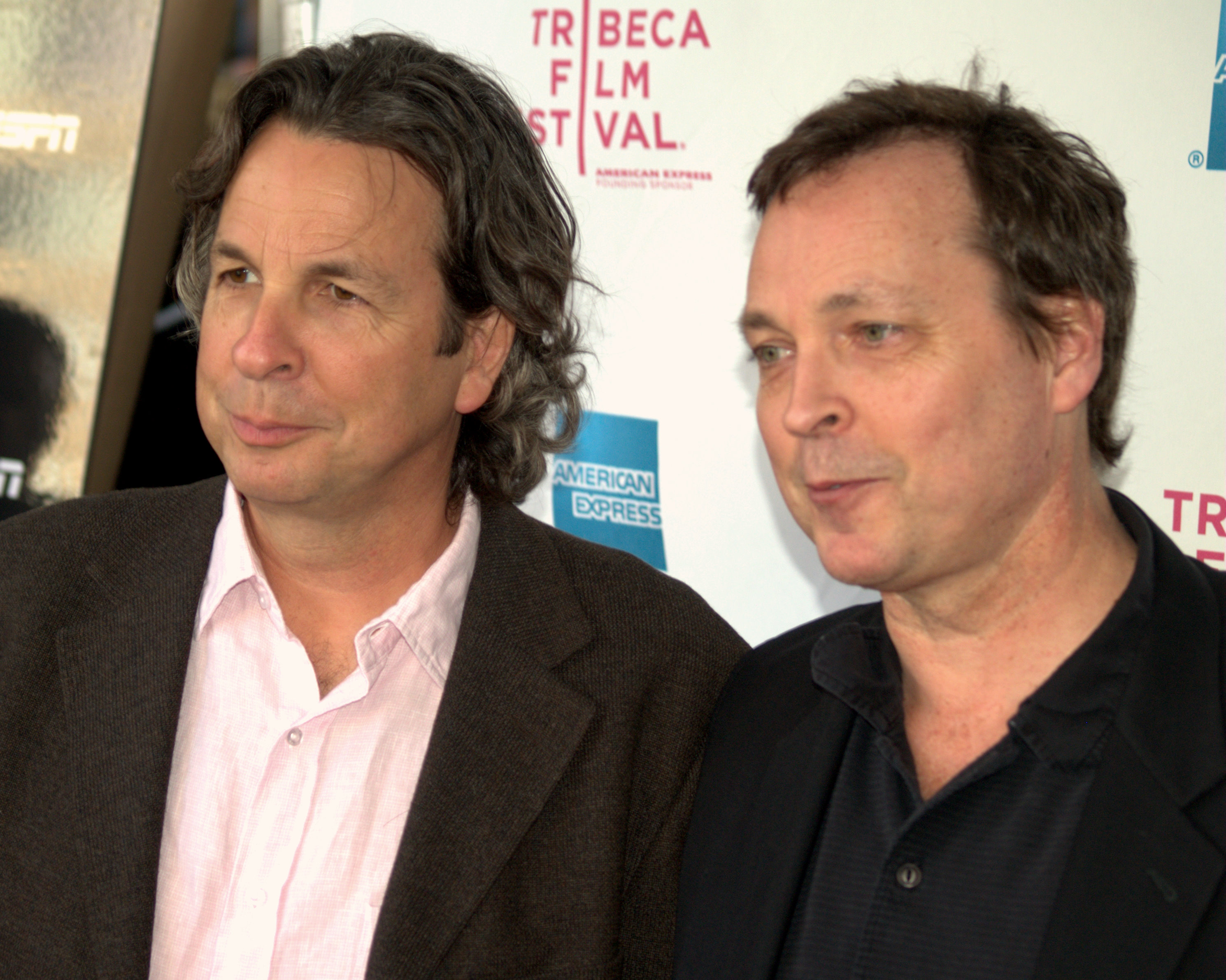
Os irmãos Peter (esquerda) e Bobby (direita) Farrelly, criadores da série Dumb and Dumber.

Em 18 de abril de 2013, os irmãos Farrelly postaram no Twitter que a banda australiana Empire of the Sun iria compor a trilha sonora do filme. Apesar das declarações anteriores de Peter Farrely sobre a distribuição do filme, em 10 de junho de 2013 a Warner Bros. decidiu não se envolver com a realização da sequência, mas permitiu que o filme fosse distribuído por outros estúdios de cinema concorrentes. Na semana seguinte, a produtora independente Red Granite Pictures concordou em financiar a sequela com um orçamento inicial de US$ 35 milhões, enquanto um acordo de distribuição com a Universal Pictures foi firmado; a empresa ficou responsável por distribuir o filme nos Estados Unidos, Reino Unido, Alemanha e Espanha. A New Line Cinema, responsável pela distribuição de Dumb and Dumber em 1994 e da prequela Dumb and Dumberer: When Harry Met Lloyd em 2003, recebeu créditos na produção do filme mesmo não se envolvendo diretamente na realização do longa.
Em 18 de junho de 2013, Peter Farrelly confirmou, em uma entrevista para o programa The Nerdist Podcast, que as filmagens da sequência iriam iniciar em breve. Em julho de 2013, uma ação movida pela Red Granite Pictures solicitou uma declaração de que a empresa não teria obrigações contratuais com os produtores do primeiro filme (Dumb and Dumber), Steve Stabler e Brad Krevoy, e que os dois produtores não teriam direito a nenhuma taxa ou crédito pela realização de Dumb and Dumber To e que o contrato de produção deveria ser considerado apenas para a sequência. Em uma contra-reivindicação, os produtores de Dumb and Dumber acusaram os produtores de Dumb and Dumber To e a Red Granite de extorsão. Em 18 de julho de 2014, um pedido de demissão foi apresentado no Tribunal Superior de Los Angeles e o caso foi oficialmente resolvido; o anúncio do acordo listou os queixosos como produtores executivos e todas as reclamações contra a Red Granite, Riza Aziz e Joey McFarland de extorsão foram retiradas. Os reclamantes disseram em um comunicado: "Pedimos desculpas por nomear Riza Aziz e Joey McFarland como réus individuais em vez de apenas a Red Granite".

### Escolha do elenco

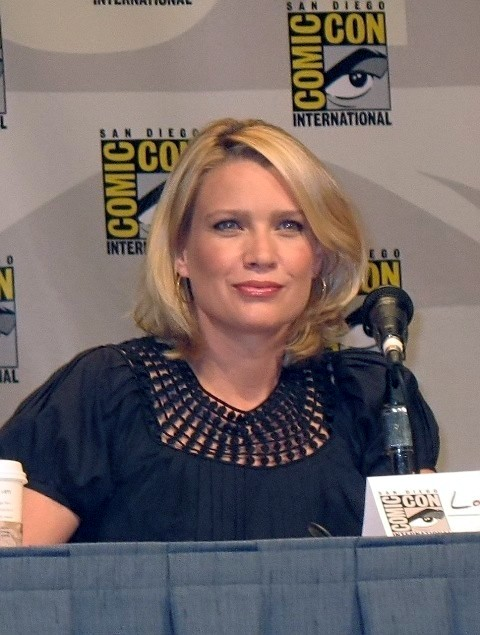
Laurie Holden interpreta Adele, a antagonista principal do filme

Em 9 de julho de 2013, durante o Late Night com Jimmy Fallon, Daniels confirmou o envolvimento de Carrey; ele afirmou também que as filmagens começariam em setembro de 2013 e que o filme tinha previsão de lançamento já em 2014. Em 30 de agosto de 2013, Kathleen Turner foi confirmada para desempenhar o papel de Fraida Felcher. Em 31 de agosto de 2013, foi anunciado que Brady Bluhm reprisaria seu papel como o menino cego do apartamento 4C Billy para a sequência e que Bennett Yellin e Mike Cerrone iriam co-escrever o roteiro. Sean Anders e John Morris também trabalhariam no roteiro.
Em 8 de Setembro de 2013, foi divulgado que Cam Neely iria reprisar seu papel de Sea Bass na sequência, enquanto que Milan Lucic, atleta do Boston Bruins, iria fazer uma rápida aparição interpretando o filho de Sea Bass. Porém mais tarde, ainda naquele mês, Lucic e Neely disseram que não iriam participar do filme, apesar de ambos terem dito que estavam propensos para as filmagens. Em junho de 2014, Neely gravou a cena pós-créditos do filme. Em 16 de setembro de 2013, as estrelas da série The Walking Dead Laurie Holden, Steve Tom e Rachel Melvin se juntaram ao elenco do filme para interpretarem os membros da família Pinchelow. Em setembro de 2013, foi relatado que Jennifer Lawrence faria uma participação especial no filme interpretando Fraida Felcher quando adolescente; Lawrence havia dito em entrevistas anteriores que ela era uma grande fã do primeiro filme lançado em 1994. Algumas fontes indicam que ela chegou a gravar uma cena, mas que acabou sendo cortada do filme depois de um pedido da própria Lawrence; tanto a própria atriz quantos os irmãos Farrely negaram essa história. Bobby Farrelly mais tarde explicou que eles tentaram trabalhar de acordo com a agenda da atriz, mas "não foram capazes de fazer isso".

### Filmagens
Em 4 de setembro de 2013 foi anunciado que as filmagens de Dumb and Dumber To começariam no dia 24 daquele mês. Em 8 de setembro de 2013 Jim Carrey postou no Twitter uma foto de seu icônico dente lascado de seu personagem Lloyd. Em 22 de setembro de 2013 as filmagens iniciais tiveram locações em Atlanta na Geórgia. Em 24 de setembro de 2013 Daniels e Carrey postaram uma foto de si mesmos no set vestidos como Harry e Lloyd.
Em 18 de novembro de 2013, foi anunciado que o filme seria lançado em 14 de novembro de 2014. Em 25 de novembro de 2013, Daniels anunciou que as filmagens já haviam sido concluídas.

## Trilha sonora
Nos créditos de abertura do filme é ouvida a música "Boom Shack-A-Lak" do cantor britânico Apache Indian, assim como ocorreu em Dumb and Dumber
A trilha sonora foi lançada pela WaterTower Music em 11 de novembro de 2014. A banda Empire of the Sun gravou duas novas faixas para o filme, além de ceder a música "Alive" do álbum Ice on the Dune de 2013. O restante da trilha sonora consiste em faixas previamente gravadas, incluindo uma música da banda The Jane Carrey Band, um grupo musical liderado pela filha de Jim Carrey, Jane Carrey; outra música da banda incluída no filme foi "Breathing Without You", mas esta não foi incluída no álbum da trilha sonora do filme.
O álbum Dumb and Dumber To: Original Motion Picture Soundtrack foi lançado em novembro de 2014 contendo as seguintes faixas:
1. - "Alive" - Empire of the Sun - 3:25
2. - "She Got a Mind" - Natural Child - 4:20
3. - "Right Action" - Franz Ferdinand - 3:04
4. - "Mistakes of My Youth" - Eels - 4:55
5. - "Cinderella" - Firefall - 3:51
6. - "When I'm Alone" - Lissie - 3:42
7. - "Me and You" - Jake Bugg - 2:56
8. - "On the Dark Side" - John Cafferty and the Beaver Brown Band - 2:42
9. - "Wandering Star" - Empire of the Sun - 3:16
10. - "Periwinkle Sky" - The Dahls - 3:02
11. - "Tonight" - Empire of the Sun - 2:55
12. - "Sticky Situation" - The Jane Carrey Band - 3:31

Duração total: 41:24

## Lançamento

### Marketing

Logotipo promocional do filme.

O trailer do filme foi apresentado pela primeira vez no programa The Tonight Show Starring Jimmy Fallon em 10 de junho de 2014. Em sua primeira semana, o trailer teve 23,5 milhões de visualizações no YouTube, superando nove outros trailers, cujas visualizações somadas destes  somavam 23 milhões (meio milhão a menos que o trailer de Dumb and Dumber To somente). O trailer internacional foi lançado em 25 de junho.
Em 15 de agosto de 2014 a Universal lançou dois pôsteres avançados do filme que parodiavam o cartaz de lançamento de Lucy, que foi outro lançamento teatral da Universal Pictures na época. O teaser para a TV foi lançado em 25 de setembro de 2014.

### Mídia doméstica
Dumb and Dumber To foi lançado em Blu-ray e DVD em 17 de fevereiro de 2015.

## Recepção

### Bilheteria
No final de seu circuito nos cinemas, Dumb and Dumber To acumulou um total bruto de US$ 86,2 milhões na América do Norte e US$ 83,6 milhões em outros países para um total mundial de US$ 169,8 milhões, contra um orçamento de US$ 50 milhões.

#### América do Norte
Os primeiros analistas previram que o filme poderia arrecadar de US$ 30 milhões a US$32 milhões em seu fim de semana de abertura e até US$ 36 milhões a US$ 40 milhões na América do Norte.
O filme arrecadou US$ 1,6 milhão só no dia da estreia, durante uma quinta-feira à noite e US$ 14,2 milhões no dia seguinte. O filme liderou as bilheterias em seu fim de semana de abertura, ganhando US$ 38.053.000 em 3.154 cinemas em uma média de US$ 12.065 por sala. A receita bruta em seu fim de semana de abertura foi maior do que a estréia do filme original, sendo a melhor estreia de um fim de semana de um filme de Carrey desde Bruce Almighty em 2003 (que arrecadou US$ 67,9 milhões).

#### Fora da América do Norte
Em seu primeiro fim de semana fora da América do Norte, Dumb and Dumber To arrecadou mais de 13 milhões de dólares. Abriu em primeiro lugar no Brasil, Eslovênia, Noruega, Líbano, África do Sul, Islândia, Croácia, Emirados Árabes Unidos e Uruguai; estreou em segundo lugar na Polônia, Áustria, Colômbia, Sérvia, Espanha, Finlândia e Suécia; e ficou em terceiro em Singapura, Alemanha, Nigéria, Países Baixos, México, Egito. A melhor abertura fora dos Estados Unidos ocorreu no Brasil com US$ 3.497.325 arrecadados na estreia.

### Resposta crítica
No agregador Rotten Tomatoes o filme tem uma taxa de aprovação de 29% com base em 146 avaliações e uma classificação média de 4,3/10. O consenso geral afirma, "Dumb and Dumber To teve seus momentos hilários, mas ficaram muito aquém das expectativas; a marca de humor dos irmãos Farrelly está longe de ser tão 'refrescantemente' transgressora quanto no primeiro filme." No Metacritic o filme tem uma pontuação de 36 de 100, baseado em 36 críticos, indicando "avaliações geralmente desfavoráveis".

Eu ri muito neste filme, possivelmente até mais do que no filme original, eu gostei bastante.

—Peter Howell, Toronto Star
JR Jones do Chicago Reader fez uma crítica positiva ao filme, escrevendo: "Ver as duas estrelas de cinqüenta e poucos anos em seus cortes de cabelo idiotas novamente é um pouco desconcertante, como assistir sua antiga banda favorita em uma despreparada turnê de reencontro, mas essa sequência de Dumb & Dumber mantém um 'quociente de risos' respeitável". Colin Covert, do Star Tribune de Minnesota deu ao filme uma de quatro estrelas e descreveu o filme como "estúpido" e chamou-o de "sequência embaraçosa". Andrew Barker da Variety deu ao filme uma crítica negativa, observando: "Esporadicamente engraçada e principalmente entediante, esta continuação de 18 anos de atraso mostra uma pureza de propósito pueril". Joe Neumaier do Daily News deu ao filme nenhuma das cinco estrelas, justificando: "Da produção podre até a concepção das personagens de apoio sem graça, Dumb and Dumber To mostra-se extremamente entediante." Jason Clark, da Entertainment Weekly, deu ao filme uma nota C-, escrevendo: "O que é realmente triste não é o fato de Dumb & Dumber To não ter conseguido ser tão engraçado quanto o primeiro filme, mas sim que a sequência conseguiu ser pior do que Dumb and Dumberer: When Harry Met Lloyd". Claudia Puig do USA Today deu ao filme uma de quatro estrelas, escrevendo: "Se houvesse alguma dúvida de que a maioria das coisas na sociedade foram estupidificadas nas últimas décadas, Dumb and Dumber To poderia ser mostrado como prova disso".

Parece que o longo período entre o primeiro filme e a sequência não resultou em uma experiência apreciavelmente aprimorada.

—James Berardinelli, ReelViews
David Ehrlich da Time Out New York deu ao filme três de cinco estrelas, escrevendo: "Dumb and Dumber To pode não ser tão engraçado quanto o primeiro filme, mas é a coisa mais engraçada que os Farrellys produziram nos últimos tempos". O crítico Mick LaSalle, do San Francisco Chronicle, classificou o filme em quatro estrelas, questionando: "Resta saber se esse filme é uma mancha na carreira de Jim Carrey ou de Jeff Daniels".
Betsy Sharkey, do Los Angeles Times, escreveu: "O que parecia novo no primeiro Dumb and Dumber de Peter e Bobby Farrelly, com a densa dupla Carrey e Daniels, mostrou-se algo totalmente diferente nesta sequência, parece estranhamente antiquado duas décadas depois." Liam Lacey do The Globe and Mail deu ao filme duas de quatro estrelas e concluiu: "Acima de tudo, o filme é engraçado o suficiente para fazer você desejar que ele fosse muito melhor do que ele é." Stephen Whitty, do The Star-Ledger, deu ao filme uma estrela e meia de quatro estrelas, escrevendo: "O filme não é somente estúpido e grosseiro, mas também, em quase duas horas, mostra-se tedioso demais".

### Premiações e honrarias
| Cerimônia                           | Categoria                                | Recipiente                | Resultado |
| ----------------------------------- | ---------------------------------------- | ------------------------- | --------- |
| Golden Schmoes Awards               | Maior decepção do ano                    | Dumb and Dumber To        | Indicado  |
| Golden Trailer Awards               | Melhor Teaser/Poster                     | Dumb and Dumber To        | Indicado  |
| Houston Film Critics Society Awards | Pior Filme                               | Dumb and Dumber To        | Indicado  |
| Teen Choice Awards                  | Melhor Filme – Comédia                   | Dumb and Dumber To        | Indicado  |
| Teen Choice Awards                  | Melhor Ator - Comédia                    | Jim Carrey                | Indicado  |
| Teen Choice Awards                  | Melhor Química                           | Jim Carrey e Jeff Daniels | Indicado  |
| Women Film Critics Circle Awards    | Piores aparências masculinas em um filme | Dumb and Dumber To        | Venceu    |